# Jake Dornford
Jake Conrad Dornford (ur. 14 listopada 1994) – australijski zapaśnik walczący w obu stylach. Złoty medalista mistrzostw Oceanii w 2015 i srebrny w 2014. Mistrz Oceanii juniorów w 2014 roku.